# Oleksandr Kuščev
Oleksandr Kuščev (in ucraino Олександр Кущев?; Nova Kachovka, 14 marzo 1990) è un cestista ucraino con cittadinanza italiana.